# Эфрони, Дани

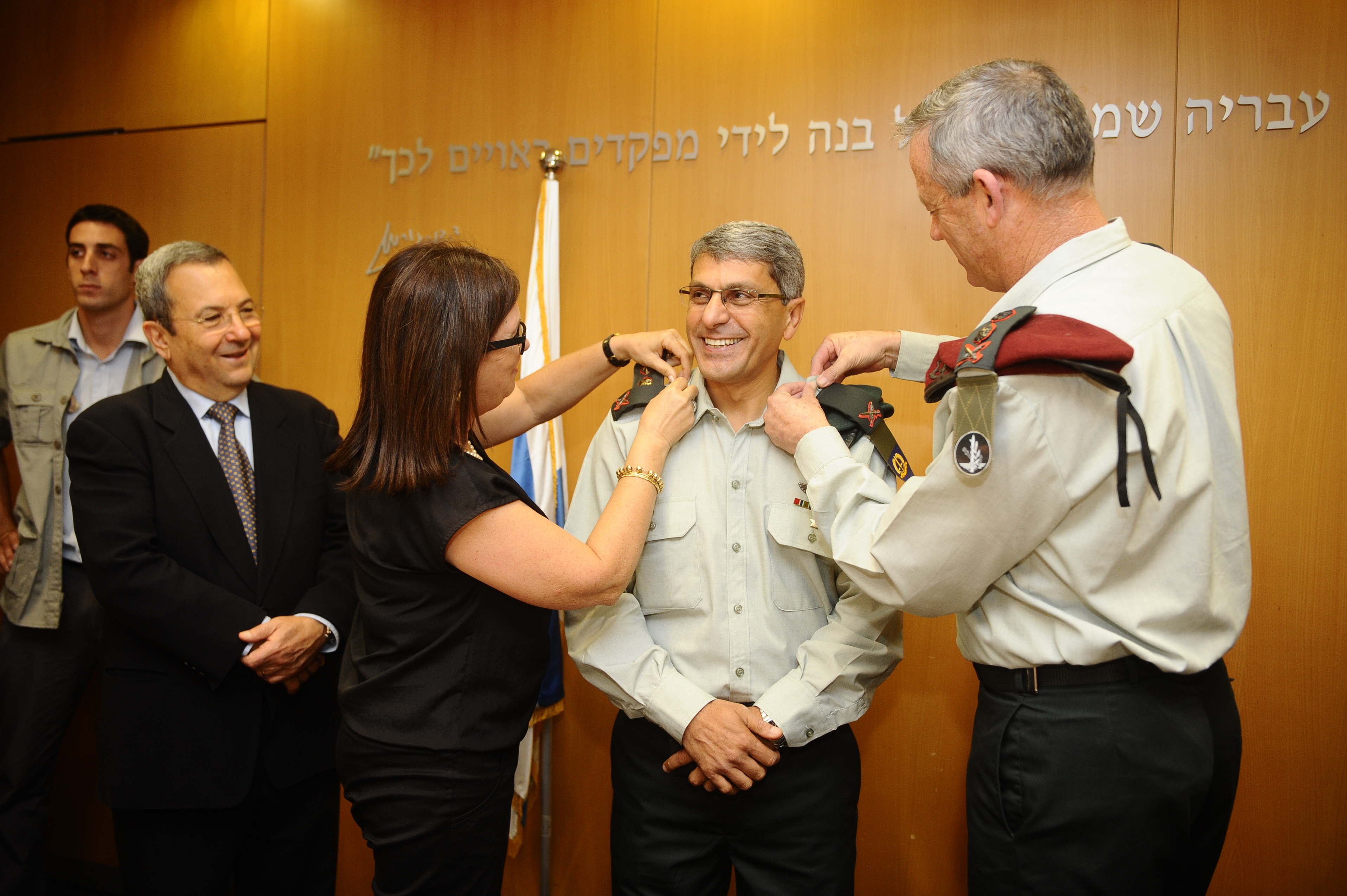
Дани Эфрони на церемонии присвоения звания бригадного генерала (15.9.11)

Да́ни Эфро́ни (ивр. דני עפרוני‎, также Дан Эфро́ни (ивр. דן עפרוני‎), род. 17 ноября 1958, Тират-Кармель, Израиль) — израильский юрист, генерал-майор запаса Армии обороны Израиля. Главный военный прокурор Армии обороны Израиля с сентября 2011 по октябрь 2015 года.

## Биография
Дани Эфрони родился и вырос в городе Тират-Кармель. Окончил школу «Реали» в Хайфе.

### Военная карьера
В ноябре 1976 года был призван на службу в Армию обороны Израиля. Исполнял ряд оперативных должностей в 504-м подразделении военной разведки, ответственном за сбор информации через агентурные сети и осведомителей в странах арабского мира. В 1990 году, по окончании учёбы на факультете юриспруденции Тель-Авивского университета, перешёл на службу в Военной прокуратуре. В 1991 году возглавил Военное обвинение округа Иудея.
В 1993 году вернулся в 504-е подразделение на должность командира северного округа подразделения. В 1996 году вновь перешёл в Военную прокуратуру на пост заместителя Главного военного обвинителя.
В 1999 году вышел в отпуск на учёбу (получил степень магистра делового администрирования Тель-Авивского университета). С 2000 по 2003 год был Главным прокурором Северного военного округа, а в мае 2004 года был повышен в звании до полковника и назначен на должность Главного военного защитника.
В сентябре 2004 года Эфрони был назначен заместителем Главного военного прокурора. В этой должности, помимо прочего, координировал структурную реформу Военной прокуратуры и курировал реформу дисциплинарного права в армии.
В ноябре 2009 года окончил службу на посту и вскоре вышел в запас из армии. Занимал пост заместителя генерального директора американской компании, занимающейся реализацией крупных инфраструктурных проектов.

#### На посту Главного военного прокурора
24 августа 2011 года было принято решение о назначении Дани Эфрони следующим Главным военным прокурором на смену уходящему в запас генерал-майору Авихаю Мандельблиту. Эфрони вступил на пост 15 сентября 2011 года. 27 сентября 2012 года он был повышен в звании до генерал-майора.
На посту Главного военного прокурора Эфрони занимался, помимо прочего, укреплением способностей подразделения в оказании правовой консультационной поддержки оперативным армейским подразделениям, а также в надзоре за соблюдением норм закона при ведении боевых действий, что отразилось на деятельности Военной прокуратуры в ходе операций «Облачный столп», «Возвращайтесь, братья» и «Нерушимая скала». При Эфрони юридические советники Военной прокуратуры были назначены в штабы армейских подразделений до уровня дивизии, а в Генштабе был также учрежден механизм рассмотрения жалоб о нарушении военнослужащими Армии обороны Израиля правил ведения боевых действий.
По инициативе Эфрони в Израиле состоялся съезд главных военных прокуроров и правовых специалистов из разных стран для обсуждения развития международного гуманитарного права.
Также при Эфрони были совершены поправки в Законе военного судопроизводства 1955 года (ивр. חוק השיפוט הצבאי, התשט"ו-1955‎), необходимые для приведения закона в соответствие с современной действительностью, а также пересмотрены некоторые регламенты Военной прокуратуры в сфере правоприменительной деятельности.
В августе 2012 года, в рамках расследования скандала с «Документом Харпаза», Эфрони порекомендовал Юридическому советнику правительства возбудить уголовное дело против бывшего Начальника Генштаба армии генерал-лейтенанта Габи Ашкенази и его помощника полковника Эреза Винера по подозрению в злоупотреблении служебным положением.
В период деятельности Эфрони на посту Главного военного прокурора возросло количество уголовных дел, возбуждённых по указанию Военной прокуратуры относительно деятельности военнослужащих Армии обороны Израиля в ходе боевых действий: только в отношении операции «Нерушимая скала» была произведена доследственная проверка не менее 190 жалоб о совершении уголовных преступлений, и возбуждено не менее 22 уголовных дел.
17 августа 2015 года было опубликовано сообщение о решении министра обороны Моше (Боги) Яалона назначить Шарона Афека преемником Эфрони на посту Главного военного прокурора. 22 октября 2015 года Эфрони передал командование Военной прокуратурой бригадному генералу Шарону Афеку накануне выхода в запас из армии.

### После выхода в запас
После выхода в запас Эфрони входил в число исследователей Института исследования национальной безопасности (INSS) Тель-Авивского университета и преподавал на факультете юриспруденции Тель-Авивского университета.
В 2018 году Эфрони был удостоен звания «Рыцарь качественной власти» (ивр. אביר איכות השלטון‎), присваиваемого израильской некоммерческой организацией «Движение за качественную власть в Израиле». Как следует из сообщения о присвоении звание было присвоено Эфрони за «приверженность демократическим ценностям и в рамках Армии обороны Израиля, безграничную преданность безопасности Государства Израиль, непреклонность перед давлением со стороны высокопоставленных представителей политического эшелона и армейского командования, решимость в защите верховенства закона в Армии обороны Израиля и продвижение реформ в правовой системе армии с профессионализмом и высокой степенью ответственности».
Занимался исследованием правовых аспектов кибервойны в Центре исследования киберпространства Еврейского университета в Иерусалиме. Также преподавал на факультете права университета. Входит в состав академического совета Института имени Брандиса при израильском Колледже менеджмента.

### Личная жизнь
Эфрони проживает в Реуте (на сегодняшний день — район города Модиин-Маккабим-Реут).
Женат, отец троих детей (Таль, Офир и Ноа).

## Публикации
- דני עפרוני היבטים משפטיים במבצע עמוד ענן צבא ואסטרטגיה, כרך 5, גיליון מיוחד, אפריל 2014 (Дани Эфрони, «Правовые аспекты операции „Облачный столп“», «Цава ве-эстратегья» № 5 (особый выпуск) (апрель 2014)) (Архивная копия от 13 ноября 2022 на Wayback Machine) (иврит) (также перевод на английский (Архивная копия от 13 ноября 2022 на Wayback Machine))
- האלוף דן עפרוני הצבא בצבת המשפט? משפט וצבא 21(א) (התשע"א), ז (Генерал-майор Дан Эфрони, «Армия в правовых тисках?», «Мишпат ве-цава» № 21(а) (2015), с. 7) (Архивная копия от 14 ноября 2022 на Wayback Machine) (иврит)
- פרופ' יובל שני, אלוף מיל' דני עפרוני חשיבה מחוץ למסגרת: לקחים ראשונים ממתקפת ואנאקראי המכון הישראלי לדמוקרטיה, 17.5.17 (Профессор Юваль Шани, генерал-майор запаса Дани Эфрони, «Мышление вне рамок: первичные выводы после атаки WannaCry#», Израильский институт демократии (17.5.17) (Архивная копия от 28 ноября 2020 на Wayback Machine) (иврит)
- דני עפרוני כן, צריך לפצל את תפקיד היועמ"ש הארץ, 24.6.21 (Дани Эфрони, «Да, нужно разделить должность Юридического советника правительства», «Га-Арец» (24.6.21) (Архивировано 10 декабря 2022 года.) (иврит)
- דן עפרוני שני חטאים יותר מדי, אפילו בשביל נתניהו זמן, 7.11.23 (Дан Эфрони, «На два греха больше, чем положено, даже для Нетаньяху», «Зман» (7.11.23) (Архивная копия от 7 ноября 2023 на Wayback Machine) (иврит)